# Rolex Ilhabela Sailing Week
Semana de Vela de Ilhabela é a principal competição de Iatismo (Vela) oceânica da América Latina, realizada desde 1969, pelo Yacht Club de Ilhabela geralmente no mês de julho.

## Classes
Os barcos que competem são de Oceano, e são divididos em classes, sendo elas:
- Orc International
- BRA-RGS
- IRC
- Multicascos
- Clássicos
- HPE 25, sendo essa classe, one-design.
- Carabelli 30, sendo essa classe, one-design.

## O Evento
O evento é patrocinado pela Mitsubishi Motors, Banco do Brasil e Correios. A organização do evento fica à cargo do Yacht Clube de Ilhabela( o YCI ).
As regatas são realizadas no estilo de circuito, sendo a única regata realizada no estilo percurso, a Alcatrazes por Boreste.
A Alcatrazes por Boreste é uma regata demorada, que chega a demorar mais de oito horas.
[[www.yci.com.br] Yacht Club Ilhabela